# Benvenuto Cellini (opéra)
Pour les articles homonymes, voir Benvenuto Cellini (homonymie).
Airs
- « Les belles fleurs!...Entre l'amour et le devoir » (Teresa) – Acte I
- « Seul pour lutter...Sur les monts les plus sauvages » (Cellini) – Acte II
- « Tralalala… Mais qu’ai-je donc? » (Ascanio) - Acte III

Benvenuto Cellini est un opéra en deux actes et quatre tableaux d'Hector Berlioz, sur un livret de Léon de Wailly et Auguste Barbier, retraçant un épisode romancé du sculpteur et orfèvre florentin Benvenuto Cellini. La première se déroula le 10 septembre 1838.

## Genèse
En 1834, Alfred de Vigny donne à lire à Berlioz La Vita, autobiographie de Benvenuto Cellini. Le sujet l'enthousiasme et il demande à Léon de Wailly et Auguste Barbier de lui confectionner un livret. La collaboration à des publications, les préparatifs des différents concerts qu'il donne lui prennent beaucoup de temps et en plus il travaille à la composition d'une œuvre orchestrale : Le Carnaval romain (qu'il composera ultérieurement à partir de deux thèmes de l'opéra). Naturellement son travail sur Benvenuto Cellini progresse lentement.
Le livret conçu au départ comme un opéra comique, avec des dialogues parlés, est rejeté par l'Opéra-Comique de Paris. Le Directeur de l'opéra Le Peletier (Académie royale de Paris) accepte l'œuvre à condition de ramener l'ouvrage à deux actes et non pas quatre. De plus il ne devra pas y avoir de dialogues parlés.
La première est prévue pour le mois de juin 1838. Les chanteurs, de même que les choristes et les instrumentistes trouvent cette musique « compliquée, savante, difficile à interpréter ». Après de nouvelles modifications du livret et de la partition, l'opéra est enfin joué.
La première a lieu à Paris le 10 septembre 1838 à l'opéra Le Peletier sous la direction de François-Antoine Habeneck. L'opéra est très mal accueilli, le public n'étant pas encore habitué à ce genre d'opéra et une cabale ayant été montée contre Berlioz. Deux représentations ont encore lieu les 12 et 14 septembre, puis deux représentations du 1er acte les 11 et 20 janvier 1839, une représentation le 8 mars 1839 et une dernière le 17 mars 1839. En mars 1839, Berlioz écrit au directeur de l'opéra qu'il retire son opéra.
Cet échec éloigne Berlioz de la scène pour longtemps. C'est Franz Liszt qui sauvera cette œuvre en la dirigeant en 1852 à Weimar dans une version en trois actes remaniée par Berlioz lui-même.

## Argument
L'action se déroule à Rome en 1532 pendant les trois jours du carnaval.

### Acte I
Premier tableau. Dans la résidence de Balducci.
Teresa est seule. Balducci, son père, a été convoqué par le pape pour déterminer la commission à donner à l'orfèvre florentin Cellini, concernant une commande pour l'exécution d'une statue en bronze de Persée. Balducci aurait préféré Fieramosca comme sculpteur et aussi parce qu'il espère le voir épouser sa fille. Un bouquet de fleurs, jeté depuis la rue, tombe aux pieds de Teresa. Il est accompagné d'un billet de Cellini. Celui-ci la rencontre et lui explique son plan pour qu'ils puissent vivre ensemble. Lui et son assistant Ascanio seront déguisés en moines, une capuche blanche pour lui et une brune pour Ascanio. Lorsque le canon du château Saint-Ange retentira lors de la fin du carnaval, ils l'enlèveront.
Entré dans la pièce, Fieramosca entend à leur insu les confidences des deux amoureux. Balducci est de retour et s'étonne que Teresa ne soit pas encore couchée. Fieramosca s'est caché dans la chambre de Teresa et Cellini est derrière une porte. Pour distraire son père, elle invente un bruit qui viendrait de sa chambre. Balducci trouve Fieramosca. Avec sa fille, ils appellent les voisins pour le jeter dans la fontaine. Il réussit à se libérer de la foule. Cellini s'est échappé.
Pompeo suggère à Fieramosca de s'habiller eux aussi en moines et d'enlever Teresa.
Second tableau. Piazza Colonna.
Cellini et ses apprentis et amis chantent les louanges d'être orfèvres. Bernardino demande de nouveau du vin mais l'aubergiste exige le règlement des boissons qu'ils viennent de consommer. Ascanio apparaît avec l'avance du pape mais aussi avec la condition que la fonte de la statue soit terminée le lendemain.
Le montant de l'avance est inférieur à celui prévu. Voilà une bonne raison de se moquer de Balducci. Ils se rendent devant le petit théâtre de Cassandro où est représentée une pantomime, Le Roi Midas ou les oreilles d'âne, dans laquelle Midas a la tête de Balducci. Celui-ci, accompagné de Teresa, se dirige seul vers le théâtre. Les deux « partis » de moines s'approchent de Teresa et commencent à se battre. Ayant mortellement poignardé Pompeo, Cellini est arrêté pour assassinat. Après les trois coups de canon annonçant la fin du carnaval, toutes les lumières de la place s'éteignent et Cellini en profite pour s'échapper. Teresa et Ascanio quittent les lieux, tandis que Fieramosca est arrêté par erreur à la place de Cellini.

### Acte II
Premier tableau. Mercredi des Cendres. L'atelier de Cellini.
Ascanio assure à Teresa que son amant est vivant. Cellini apparaît, toujours déguisé en moine. Il lui raconte son évasion et lui révèle qu'il est recherché pour assassinat. Il projette toujours d'enlever Teresa et de fuir vers Florence. Ascanio rappelle à son maître que la fonte de la statue doit être terminée le lendemain. Balducci arrive, accompagné de Fieramosca. Il traite Cellini de meurtrier et promet à Fieramosca que Teresa sera son épouse.
Le pape vient en personne vérifier l'état d'avancement de la statue. Ayant manifesté son intention de confier l'exécution de l'œuvre à un autre sculpteur, Cellini menace de détruire le moule. Le pape lui propose alors un marché : s'il peut finir rapidement la statue, il lui pardonnera son crime et le laissera épouser Teresa. S'il échoue, il sera pendu.
Second tableau. Mercredi des Cendres. L'atelier de Cellini.
Les ouvriers sont au travail, encouragés par Cellini et Ascanio. Accompagné de deux hommes de main, Fieramosca provoque Cellini en duel. Cellini accepte à condition que cela se passe chez lui, mais Fieramosca préfère que le duel ait lieu en dehors de l'atelier du sculpteur. Les trois hommes partent.
Les ouvriers déposent les outils dans l'attente d'être payés. Fieramosca réapparaît et leur propose de l'argent pour qu'ils s'arrêtent définitivement. Mais les ouvriers refusent, jurent fidélité à Cellini et obligent Fieramosca à revêtir des vêtements de travail.
Dans la soirée, le pape et Balducci viennent vérifier l'achèvement de la statue. Or il n'y a plus de métal pour alimenter le creuset. Cellini décide alors de sacrifier toutes ses œuvres dans la fournaise : le métal fondu remplit le moule et la coulée est réussie. Le pape pardonne à Cellini, et Teresa et le sculpteur sont enfin réunis. L'opéra se termine par un éloge des orfèvres.

## Personnages
- Benvenuto Cellini, sculpteur, orfèvre florentin (ténor) ;
- Balducci, trésorier du pape (baryton) ;
- Teresa, fille de Balducci (soprano) ;
- Fieramosca, sculpteur romain au service du pape (baryton) ;
- Le pape Clément VII (basse) ;
- Ascanio, apprenti de confiance de Cellini (mezzo-soprano) ;
- Pompeo, spadassin au service de Fieramosca (baryton) ;
- Francesco, artisan au service de Cellini (ténor) ;
- Bernardino, artisan au service de Cellini (basse) ;
- ouvriers, foule du carnaval.

## Orchestre
| Instrumentation de Benvenuto Cellini |
| Orchestre |
| Bois |
| 2 flûtes (la 2e joue aussi la petite flûte), 2 hautbois (le 2d joue aussi le cor anglais), 2 clarinettes (la 1re joue aussi la clarinette basse), 4 bassons |
| Cuivres |
| 4 cors, 2 trompettes, 2 cornets à pistons, 3 trombones, 1 tuba                                                                                              |
| Percussions |
| 4 harpes, 4 timbales, cymbales, tambour de Basque, triangle, tambour militaire, enclumes, grosse caisse, tam-tam                                            |
| Cordes |
| premiers violons, seconds violons, altos, violoncelles, contrebasses                                                                                        |
| Musique de scène |
| Cuivres |
| 2 trompettes, |
| Percussions |
| cymbales, tambours de Basque, |
| Cordes |
| 2 guitares |

## Autour de l'opéra
- À la création, la censure parisienne refusa qu'un pape apparaisse sur scène. Berlioz le remplaça par le cardinal Salviati. Le personnage de Clément VII n'apparaîtra qu'à compter de 1966.
- Berlioz composa Le Carnaval romain à partir de deux thèmes extraits du premier acte de Benvenuto Cellini.

## Discographie et filmographie
- Fritz Uhl, Cellini, Edith Kermer, Teresa, Otto Wiener, Leo Heppe, Chœur et orchestre, dir. Kurt Tenner, 2 CD, Walhall eternity series (Videoland) 2005 (concert enregistré à Vienne en 1952) (en allemand, premier enregistrement mondial).
- Joan Carlyle, Cellini, Joséphine Veasey, Teresa, Richard Lewis, David Ward, Don Garrard, BBC Chorus & BBC Symphony Orchestra, dir. Antal Doráti. Enregistrement en direct 1963, report CD, The Antal Doráti Centenary Society ADL 241 (2016).

- Nicolai Gedda, Cellini, Elisabeth Vaughan, Robert Massard, Yvonne Minton, Orchestra & Chorus of the Royal Opera House Covent Garden, dir. John Pritchard, Gala records (enregistré en 1966), report 3 CD, 2004.

- Jon Vickers, Cellini, Patricia Wells, Teresa, Gimi Beni, Balducci, John Reardon, Fieramosca, Chorus & Orchestra of the Opera Company of Boston, dir. Sarah Caldwell. CD VAI audio, 2003, stéréo (enregistrement en direct mai 1975 en anglais TT 147:50).

- Nicolai Gedda, Cellini, Christianne Eda-Pierre, Teresa, Jules Bastin, Balducci, Roger Soyer, Robert Massard, Jane Berbié, Chorus of the Royal Opera House, Covent Garden, BBC symphony Orchestra, dir. Sir Colin Davis, 4 LP PHILIPS, 1972, report 3 CD, Philips Classics, 1995.

- Gregory Kunde, Cellini, Patricia Ciofi, Joyce DiDonato, Jean-François Lapointe, Laurent Naouri, Renaud Delaigue, Chœur de Radio France, Orchestre national de France, dir. John Nelson, 3 CD, Virgin Classics, 2003.

- Bruce Ford, Laura Claycomb, Monica Groop, version de Weimar, MDR Rundfunkchor Leipzig, Radio-Sinfonieorchester Stuttgart des SWR, dir. Roger Norrington, 2 CD, SWR music Hänssler classic, 2006.

- Gregory Kunde, Cellini, Laura Claycomb, Teresa, Darren Jeferry, Balducci, Peter Colman-Wright, Fieramosca, Andrew Kennedy, Francesco, John Relyea, Pope Clément VII, Isabelle Cals, Ascanio, London Symphony Chorus, London symphony Orchestra, dir. Sir Colin Davis (enregistrement en direct juin 2007), 2 SACD, LSO live, 2007.

- Franco Bonisolli, Cellini, James Loomis, Berdardino, Teresa Zylis-Gara, Teresa, Pierre Thau, Balducci, Franco Brendel, Fieramosca, Italian Radio Orchestra & Chorus Rome, dir. Seji Ozawa, 2 CD, Opera d'oro, OPD-1373 (enregistrement en direct du 8 mai 1973), 2003, report 2012.

- John Osborn, Cellini, Maurizio Muraro, Balducci, Laurent Naouri, Fieramosca, Orlin Anastassov, le Pape Clément VII, Nicky Spence, Francesco, Scott Conner, Bernardino, André Morsch, Pompeo, Marcel Beekman, le cabaretier, Mariengela Siqua, Teresa, Michèle Losier, Ascanio, mise en scène Terry Gilliam, Chorus Dutch National Opera, Rotterdam Philharmonic Orchestra, dir. Sir Mark Elder, 1 DVD, Naxos, 2015.

- Burkhard Fritz, Cellini, Maija Kovalevska, Teresa, Laurent Naouri, Fieramosca, Brindley Sherrat, Balducci, Mikhail Petrenko, le Pape Clément VII, Kate Aldrich, Ascanio, mise en scène Philipp Stölzl, Wiener Philharmoniker, Konzertvereinigung Wiener Staatsopernchor, dir. Valery Gergiev, 1 DVD / blu-ray, Naxos, 2007, rééd. 2009.

## Sources
- Site Hector Berlioz .
- Visionnement de la production du Festival de Salzbourg de 2007 sur Mezzo en octobre 2013.